# Baruunturuun
Baruunturuun (en mongol: Баруунтуруун) es un sum en la Provincia de Uvs en Mongolia. Es el centro de producción de granos en la provincia, y se encuentra sobre la ribera del río Turuun. El sum también es una de las áreas más pobladas en la provincia. Mongolian Airlines tenía una ruta frecuente entre la localidad y Ulan Bator hasta 2005, pero fue suspendida debido a falta de aviones. Aunque el aeropuerto de Baruunturuun no se encuentra en funcionamiento en la actualidad, es considerado como el segundo más importante de la provincia.

## Clima
Baruunturuun tiene un clima continental (clasificación de Köppen Dwb) que bordea en un clima subártico (clasificación de Köppen Dwc) con veranos cálidos e inviernos muy fríos. La temperatura mínima promedio en enero es de −36,3 grados Celsius (−33,3 °F), y se han registrado temperaturas de hasta −49,9 grados Celsius (−57,8 °F). Las temperaturas en el verano pueden ser altas; la máxima temperatura jamás registrada es de 39,2 grados Celsius (102,6 °F). Gran parte de la precipitación cae en el verano en forma de lluvia, y un poco de nieve en la primavera y el otoño. Los inviernos son muy secos, ya que cae muy poca nieve.
| Parámetros climáticos promedio de Baruunturuun | Parámetros climáticos promedio de Baruunturuun | Parámetros climáticos promedio de Baruunturuun | Parámetros climáticos promedio de Baruunturuun | Parámetros climáticos promedio de Baruunturuun | Parámetros climáticos promedio de Baruunturuun | Parámetros climáticos promedio de Baruunturuun | Parámetros climáticos promedio de Baruunturuun | Parámetros climáticos promedio de Baruunturuun | Parámetros climáticos promedio de Baruunturuun | Parámetros climáticos promedio de Baruunturuun | Parámetros climáticos promedio de Baruunturuun | Parámetros climáticos promedio de Baruunturuun | Parámetros climáticos promedio de Baruunturuun |
| Mes                                            | Ene.                                           | Feb.                                           | Mar.                                           | Abr.                                           | May.                                           | Jun.                                           | Jul.                                           | Ago.                                           | Sep.                                           | Oct.                                           | Nov.                                           | Dic.                                           | Anual                                          |
| ---------------------------------------------- | ---------------------------------------------- | ---------------------------------------------- | ---------------------------------------------- | ---------------------------------------------- | ---------------------------------------------- | ---------------------------------------------- | ---------------------------------------------- | ---------------------------------------------- | ---------------------------------------------- | ---------------------------------------------- | ---------------------------------------------- | ---------------------------------------------- | ---------------------------------------------- |
| Temp. máx. abs. (°C)                           | 4.9                                            | 1.4                                            | 12.2                                           | 27.2                                           | 37.5                                           | 34.7                                           | 39.2                                           | 35.0                                           | 33.5                                           | 23.9                                           | 13.5                                           | 13.0                                           | '                                              |
| Temp. máx. media (°C)                          | -24.7                                          | -21.8                                          | -10.4                                          | 5.1                                            | 17.6                                           | 23.0                                           | 23.7                                           | 22.3                                           | 16.6                                           | 6.1                                            | -7.5                                           | -20.8                                          | 2.4                                            |
| Temp. media (°C)                               | -31.4                                          | -28.3                                          | -18.4                                          | -1.6                                           | 10.1                                           | 15.9                                           | 17.1                                           | 15.3                                           | 8.9                                            | -0.7                                           | -14.3                                          | -26.6                                          | -4.5                                           |
| Temp. mín. media (°C)                          | -36.3                                          | -35.0                                          | -24.7                                          | -7.5                                           | 2.6                                            | 8.2                                            | 10.9                                           | 8.8                                            | 2.7                                            | -6.3                                           | -19.9                                          | -31.5                                          | -10.7                                          |
| Temp. mín. abs. (°C)                           | −49.9                                          | -45.9                                          | −40.6                                          | -30.2                                          | -12.2                                          | -8.6                                           | 0.0                                            | -4.8                                           | -12.0                                          | -25.8                                          | −37.9                                          | −47.1                                          | '                                              |
| Precipitación total (mm)                       | 3.8                                            | 3.3                                            | 6.0                                            | 13.0                                           | 16.6                                           | 31.6                                           | 54.2                                           | 43.0                                           | 24.5                                           | 12.6                                           | 9.0                                            | 6.3                                            | 223.9                                          |
| Días de precipitaciones (≥ 1.0 mm)             | 1.4                                            | 1.3                                            | 1.9                                            | 3.4                                            | 2.8                                            | 5.8                                            | 7.8                                            | 7.1                                            | 4.1                                            | 3.2                                            | 2.7                                            | 1.9                                            | 43.4                                           |
| Fuente: NOAA (1961-1990)                       |                                                |                                                |                                                |                                                |                                                |                                                |                                                |                                                |                                                |                                                |                                                |                                                |                                                |